# Associação de Futebol do Iêmen
A Associação de Futebol do Iêmen (YFA) (em árabe: الاتحاد اليمني لكرة القدم) é o órgão dirigente do futebol do Iêmen, responsável pela organização dos campeonatos disputados no país, bem como os jogos da seleção nacional nas diferentes categorias. Foi fundada em 1962 e é filiada à Federação Internacional de Futebol (FIFA) desde 1980 e à Confederação Asiática de Futebol (AFC) desde 1962. Ahmed Saleh Al-Eissi é o atual presidente da entidade.
Em 2005, a YFA foi suspensa pela FIFA devido a grave interferência das autoridades políticas nos assuntos internos da associação, violando o artigo 17 dos estatutos da FIFA.

## Ex-presidentes
- Ali Al Ashwal, de 1987 a 2000
- Ahmed Saleh Al-Eissi, desde 2000